# Paella
Paella ([paˈεlja] på dansk, [paˈe.ʎə] pa-EH-jah på catalansk/valenciansk, [paˈe.ʎa] på spansk) er en typisk spansk risret. Paellaen stammer fra Valenciaregionen og navnet skyldes på catalansk paella fra latin patella 'lille pande', den pande retten tilberedes i.
De oprindelige ingredienser i paella var runde ris, vand, salt, ekstra jomfruolivenolie, kanin og kylling, ferraura (grønne bønner), garrofó (Phaseolus lunatus, en slags hvide bønner), tomat og safran som krydderi. Andre ingredienser i Valenciaregionen er snegle, rosmarin, hvidløg, tavella (grønne bønner), artiskokker og svineribben. I andre regioner i Spanien findes ikke-konventionelle versioner som paella mixta (blandet paella med både kød og fisk) eller paella marinera (med fisk og skaldyr, bløddyr og fisk; vandet erstattes af fiskebouillon).

## Kontrovers
Nogle ikke-spanske kokke har chorizo i deres paellaer sammen med fx æg, lange ris og svampe), som de i Valencia ikke mener hører hjemme i paellaer af nogen art. Det alternative navn, der foreslås for disse retter, er arròs amb coses eller arroz con cosas på catalansk/valenciansk eller på spansk ('ris med ting'), som er nedsættende.
Berygtede eksempler er Jamie Olivers paella-opskrift (med chorizo, en spansk pølse) og Gordon Ramsays.

Forfatteren Josep Pla bemærkede 
 De overgreb, der er begået i Paella Valencianas navn, er uhyrlige – en absolut skandale.